# Julio Lopes
Julio Lopes (Rio de Janeiro, 6 de abril de 1959) é um administrador de empresas e político brasileiro, filiado ao Partido Progressista (PP).

## Biografia
Formado em Administração de Empresas e pós-graduado em Administração Escolar e Marketing pela Faculdade de Ciências Públicas e Econômicas do Rio de Janeiro, Julio foi Secretário de Transportes do Governo do Estado do Rio de Janeiro. É Deputado Federal pelo Rio de Janeiro pelo seu 5º mandato, tendo sido eleito pela primeira vez nas eleições gerais de 2002, na 52ª legislatura da Câmara dos Deputados.
Durante o Governo Michel Temer, votou a favor da PEC do Teto dos Gastos Públicos. Em abril de 2017, foi favorável à Reforma Trabalhista. Foi Vice-Líder do Governo Temer.
Nas eleições de 2018, foi novamente candidato a Deputado Federal, mas não conseguiu ser reeleito. Com cerca de 40 mil votos, ficou como segundo suplente na coligação DEM/MDB/PP/PTB. Reassumiu a vaga na Câmara em junho de 2021, após a nomeação de Juninho do Pneu para a Secretaria Estadual de Transportes.
Nas eleições de 2022, retornou à Câmara dos Deputados ao se eleger como Deputado Federal pelo Rio de Janeiro, com mais de 50 mil votos.

## Atuação parlamentar

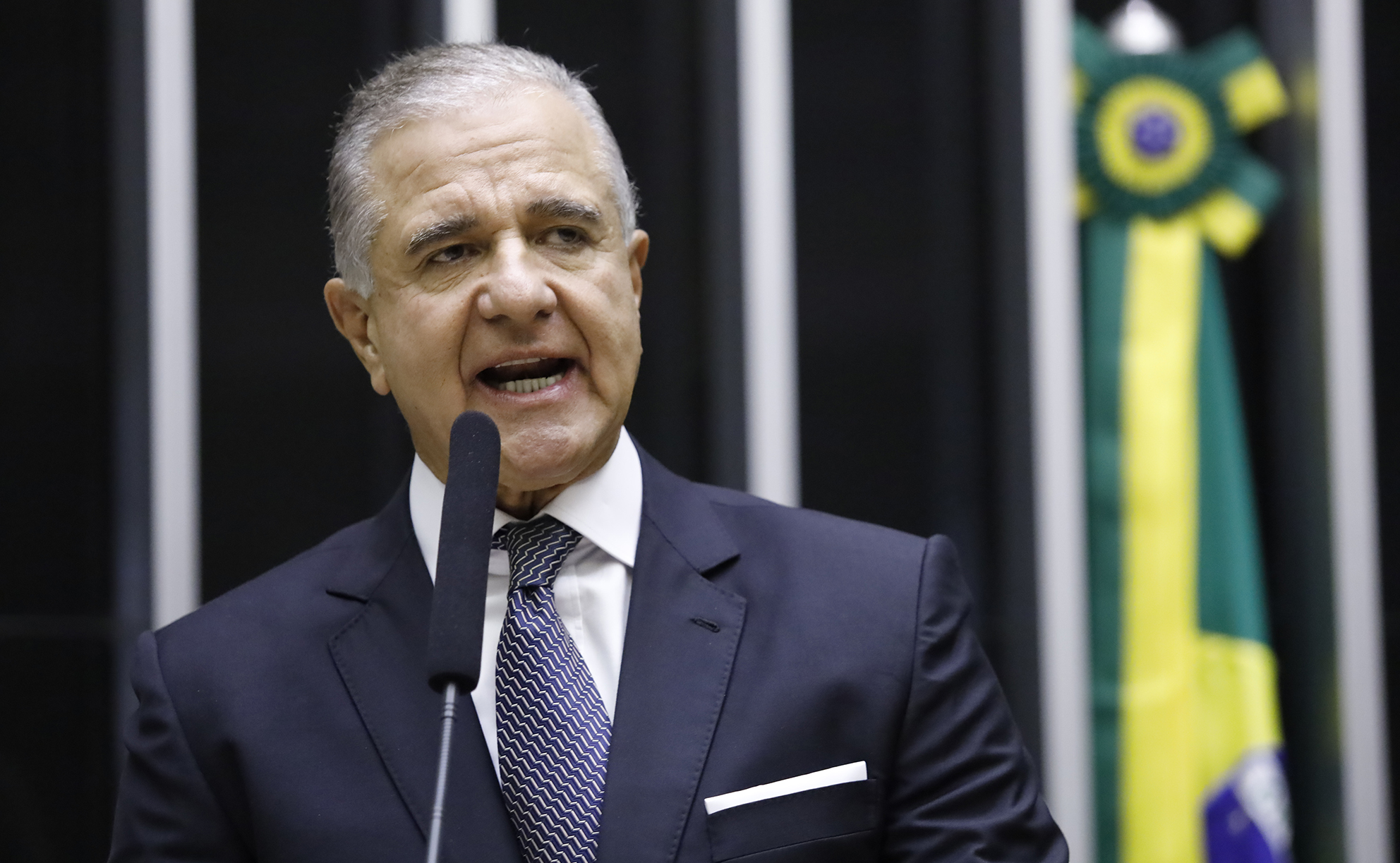
Deputado Julio Lopes (PP-RJ) discursando no plenário da Câmara dos Deputados

Em 2023, foi considerado parte da lista dos 100 parlamentares mais influentes do Congresso Nacional, feito esse repetido também em 2024 e 2025.
Em seu mandato na Câmara dos Deputados, destaca-se na luta pelo desenvolvimento, tecnologia e inovação. Também é reconhecido pela sua atuação nos setores de energia nuclear e construção civil, mais especificamente como grande entusiasta da modelagem BIM. Destaca-se, também, sua recente atuação firme no campo da segurança pública (focado em tecnologia) e na sua luta de anos em prol do CPF como número único do brasileiro, eliminando 2 dezenas de números que todo cidadão precisa para ter o pleno exercício da sua cidadania.

### Segurança Pública
A partir de 2025, intensificou sua atuação na área de segurança, defendendo que a proteção à vida e ao patrimônio é condição indispensável para o desenvolvimento econômico e social. Apresentou o PL 558/2025, que aumenta em 60% a pena para integrantes de organizações criminosas que utilizem armas de uso restrito, e em 70% para aqueles que empreguem armas de uso proibido. Também protocolou o PL 2646/2025, que cria um pacote de medidas de prevenção e repressão a condutas criminosas em setores estratégicos, visando combater o crime organizado com inteligência e rigor legislativo.

### Energia Nuclear

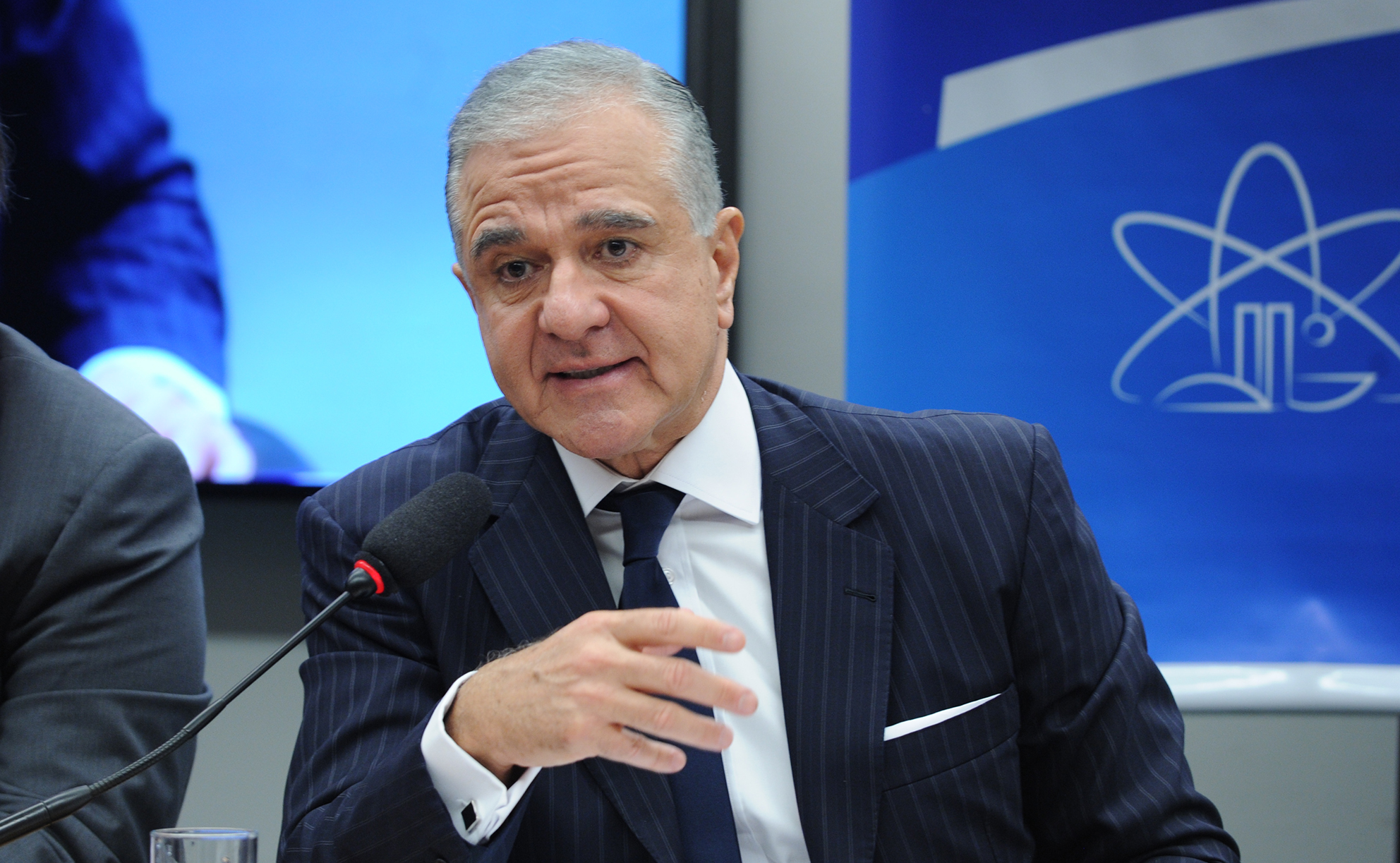
Audiência pública sobre energia nuclear com o Deputado Julio Lopes (PP-RJ)

Como presidente da Frente Parlamentar Mista de Energia Nuclear, Julio Lopes defende o uso da energia nuclear como vetor de segurança energética e competitividade industrial. Trabalha pela atualização do marco regulatório do setor e pela ampliação de investimentos em pesquisa, tecnologia e segurança operacional, com o objetivo de inserir o Brasil entre os líderes mundiais em energia limpa e de base firme. É defensor da continuidade das obras de Angra 3, considerando-a estratégica para garantir estabilidade no fornecimento de energia e redução da dependência de fontes intermitentes. Apoia ainda o avanço da tecnologia dos Small Modular Reactors (SMRs), reatores nucleares modulares de pequeno porte, que oferecem mais segurança, flexibilidade e potencial para atender regiões isoladas ou com baixa infraestrutura energética.

### Política Fiscal no Brasil
Julio Lopes atua fortemente no combate à sonegação fiscal e na criação de um ambiente de negócios mais justo. É defensor de propostas como a unificação do CPF como documento único, facilitando o controle tributário e a vida do cidadão. Também apoia a criação do Operador Nacional do Sistema de Combustíveis, mecanismo para rastrear a produção e a circulação de combustíveis, reduzindo fraudes e garantindo arrecadação plena.

## Comissões

### Titular
- Comissão de Minas e Energia
- Comissão de Desenvolvimento Econômico
- Grupo de Trabalho sobre a Reforma Administrativa
- Comissão Especial sobre o Sistema Portuário Brasileiro (PL 0733/25)

### Suplente
- Comissão de Relações Exteriores e de Defesa Nacional
- Comissão de Indústria, Comércio e Serviços
- Comissão Especial sobre Inteligência Artificial (PL 2338/23)